# برادو كيلي
برادو كيلي هو كاتب ومحامي وصحفي وقاضي وشاعر وسياسي برازيلي، ولد في 10 سبتمبر 1904 في نيتيروي في البرازيل، وتوفي في 11 نوفمبر 1986 في ريو دي جانيرو في البرازيل. انتخب النائب الاتحادي لريو دي جانيرو ‏.